# 移門棋
移門棋（Alcazar），是Martin Davison在1978年推出的兩人棋類遊戲。

## 棋具
- 4*4方格棋盤，格間有溝槽。

- 每方各一子，以顏色區分。

- 有八片長方形片，長度為一棋格，雙方共用，稱為牆。

## 規則
- 初始佈置為己棋放於己側左上角，八枚片放於己側三線第一格線、二線第二格線。

- 每回合玩家可選以下兩動作之一。
  - 移一己棋至空鄰邊棋，不可穿過任何牆。
  - 移動一座牆，以原先一點為中心，朝逆或順時鐘轉九十度或一百八十度，唯不可以動上回合敵方移動過的牆。

- 抵達己側右下角，也就是敵方的初始位置獲勝[2]。

## 外部連結
- 遊戲介紹 （页面存档备份，存于）
- 遊戲下載
- 遊戲下載